# 荣宅
荣宅是上海市静安区的一座历史建筑，位于陕西北路186号（东侧），南京西路和威海路之间。
该建筑建于1908年，原为德国侨民的三层花园别墅，折衷主义风格，立面有科林斯、爱奥尼等几种柱式和涡卷花饰，以及精美的彩色玻璃。建筑面积2182平方米，花园面积2475平方米。1918年第一次世界大战后该侨民回国，建筑由中国实业家，人称“棉纱大王”和“面粉大王”的荣宗敬（1873-1938）收买。该建筑由陈椿江设计，陈椿记营造厂承建。
荣宗敬在该处居住达20年之久。1937年上海租界沦为孤岛，荣宗敬于1938年初化装出走香港，不久病逝。1949年以后，荣家老宅曾长期作为民主党派的机关，后租给中国经济研究所使用。2002年，荣氏老宅被传媒大亨鲁伯特·默多克租用，成为新闻集团旗下星空卫视的基地。
2004年，荣宅被列为第四批上海市优秀历史建筑，编号42。2006年列为静安区文物保护单位。2014年，荣宅被列为第八批上海市文物保护单位。
2017年10月12日，经过6年时间修缮，荣宅作为意大利时尚品牌普拉达的文化活动用地向公众開放。